# Dali, Van, Picasso
"Dali, Van, Picasso"는 대한민국의 래퍼 빈지노가 2013년 12월 18일 발매한 싱글이자 그의 정규 음반 12의 수록곡이다. 피제이가 프로듀싱하였고 빈지노가 작사하였다. 발매 직후 주요 음원 사이트에서 1위를 기록하였다. 이어 2013년 힙합플레이야 어워드 올해의 곡 부문을 수상하였다. 2014년 1월, 온라인을 통해 무단 샘플링 논란 후 2월, 샘플 클리어런스 절차를 밟아 원곡자에게 승인받았다.

## 배경
일리네어 레코즈에서 자신의 솔로 EP 음반 2 4 : 2 6를 발매한 빈지노는 2013년 12월 6일, 티저 이미지와 함께 1년 반만에 같은 달 18일 싱글 "Dali, Van, Picasso"를 발매한다고 알렸다. 빈지노는 곡을 통해 자신의 예술가적 영감과 열정을 세 화가; 살바도르 달리, 빈센트 반 고흐, 파블로 피카소의 이름을 빌려 표현하였으며 아트워크는 자신의 크루인 IAB가 작업하였고 모델은 김원중이 맡았다. 원래 영국 애비로드 스튜디오에 마스터링을 맡겼으나 맘에 들지 않아 국내에서 다시 하였다. 또한 곡 제목에 맞게 아트워크에 사용된 펜던트 목걸이를 직접 디자인하였는데, 곡에 언급된 세 화가의 대표 작품을 하나씩 형상화하였다.

## 평가 및 반응
발매 직후 주요 음원 사이트에서 1위를 기록하였다. 특히, 아티스트들에게도 극찬받았는데 트위터를 통해 자이언티는 "와인을 물감 삼아 붓질하는 화가같다"고 하였으며, 이정은 "정말 오랜만에 노래 듣다 꿈틀하였다"고 밝혔다. 음원 평론 사이트 이즘의 김반야는 "제목에서 드러나듯이 미술을 팔레트로 자신의 아이덴티티를 그려냈으며, 아티스트를 소재로 자신을 차별화했고, 힙합적 소신을 지켰다."며 평점 5점 만점에 3.5점을 줬다. 또한 연말에 발매하였음에도 불구하고, 2013년 힙합플레이야 어워드 올해의 곡 부문을 수상하였고 2015년 2월에는 제 12회 한국대중음악상 최우수 랩&힙합 - 노래 부문 후보에 올랐다.

## 무단 샘플링 논란
발매 후 한 달이 지난 2014년 1월, 온라인을 통해 독일 가수 피바의 "Sud Sehen" 곡과 비슷하다며 표절 논란이 불거졌다. 같은 날, 소속사 일리네어 레코즈는 "표절이 아닌 샘플링"이라고 반박하였고 곡은 쳇 베이커의 "Alone Together"를 무단 샘플링 한 것으로 밝혀졌다. 또한 "작업 과정에서 샘플링을 이용한 곡인지 인지 못하였고 곧바로 저작권사와 샘플 클리어런스 절차를 밟을 계획"이라고 밝혔다. 이후 2월, 샘플 클리어런스를 마쳐 저작권을 포기, 원곡자에게 권리 양도되었다. 이러한 무단 샘플링 논란 이후 국내에선 샘플링 작법에 대해서 논란이 되기도 하였다. 논란을 겪은 빈지노는 이후 인터뷰에서 "잘못된 점은 인정하고 바로 잡아야겠다고 생각했다"며 "결과적으로 필요한, 긍정적인 경험이었다"고 밝혔다.

## 수록곡
| #            | 제목                                | 작사         | 작곡                                  | 재생 시간 |
| ------------ | ----------------------------------- | ------------ | ------------------------------------- | --------- |
| 1.           | 〈Dali, Van, Picasso〉              | 빈지노       | 피제이, Howard Dietz, Arthur Schwartz | 3:43      |
| 2.           | 〈Dali, Van, Picasso〉 (Clean Ver.) | 빈지노       | 피제이, Howard Dietz, Arthur Schwartz | 3:43      |
| 총 재생 시간 | 총 재생 시간                        | 총 재생 시간 | 총 재생 시간                          | 7:26      |

## 크레딧
음원 사이트 정보에서 발췌하였다.
- 빈지노 - 작사
- 피제이 - 프로듀서
- Howard Dietz, Arthur Schwartz - 원곡자
- 고현정 - 믹싱 & 마스터링
- 허은숙- 녹음 엔지니어
- IAB - 아트워크
- 김상곤 - 촬영
- 김원중 - 모델

## 차트 및 수상

### 차트
| 차트 (2013)    | 최고 순위 |
| -------------- | --------- |
| 가온 주간 차트 | 1         |
| 가온 월간 차트 | 10        |

### 수상
- 2013년 힙합플레이야 어워드 올해의 곡 수상